# サンパトリシオ郡 (テキサス州)
サンパトリシオ郡（英: San Patricio County）は、アメリカ合衆国テキサス州にある郡。人口は6万8755人（2020年）。郡庁所在地はシントンである。

## 地理
アメリカ合衆国統計局によると、この郡は総面積1,831 km2 (707 mi2) である。このうち1,791 km2 (692 mi2) が陸地で40 km2 (15 mi2) が水地域である。総面積の2.18%は水地域となっている。

### 隣接する郡
- ビー郡 (北)
- レフュリオ郡 (北)
- アランサス郡 (北東)
- メキシコ湾 (東)
- ニュエセス郡 (南)
- ジムウェルズ郡 (南西)
- ライブオーク郡 (北西)

## 人口動勢
2000年国勢調査で、この郡は人口67,138人、22,093世帯、及び17,232家族が暮らしている。人口密度は37/km2 (97/mi2) である。14/km2 (36/mi2) の平均的な密度に24,864軒の住宅が建っている。この郡の人種的な構成は白人76.76%、アフリカ系アメリカ人2.81%、アメリカ先住民0.70%、アジア系アメリカ人0.63%、太平洋諸島系0.11%、その他の人種15.94%、及び混血3.05%である。ここの人口の49.42%はヒスパニックまたはラテン系である。

2000年国勢調査に基づくサンパトリシオ郡の人口ピラミッド

この郡内の住民は31.10%が18歳未満の未成年、18歳以上24歳以下が10.00%、25歳以上44歳以下が28.20%、45歳以上64歳以下が20.20%、及び65歳以上が10.50%にわたっている。中央値年齢は65歳である。女性100人ごとに対して男性は100.50人である。18歳以上の女性100人ごとに対して男性は98.30人である。
この郡内の世帯ごとの平均的な収入は34,836米ドルであり、家族ごとの平均的な収入は40,002米ドルである。男性は31,132米ドルに対して女性は20,730米ドルの平均的な収入がある。この郡の一人当たりの収入 (per capita income) は15,425米ドルである。人口の18.00%及び家族の14.60%は貧困線以下である。全人口のうち18歳未満の23.50%及び65歳以上の16.80%は貧困線以下の生活を送っている。

## 都市及び町
- Del Sol-Loma Linda
- Doyle
- Edgewater-Paisano
- Edroy
- Falman-County Acres
- グレゴリー
- Ingleside on the Bay
- Lake City

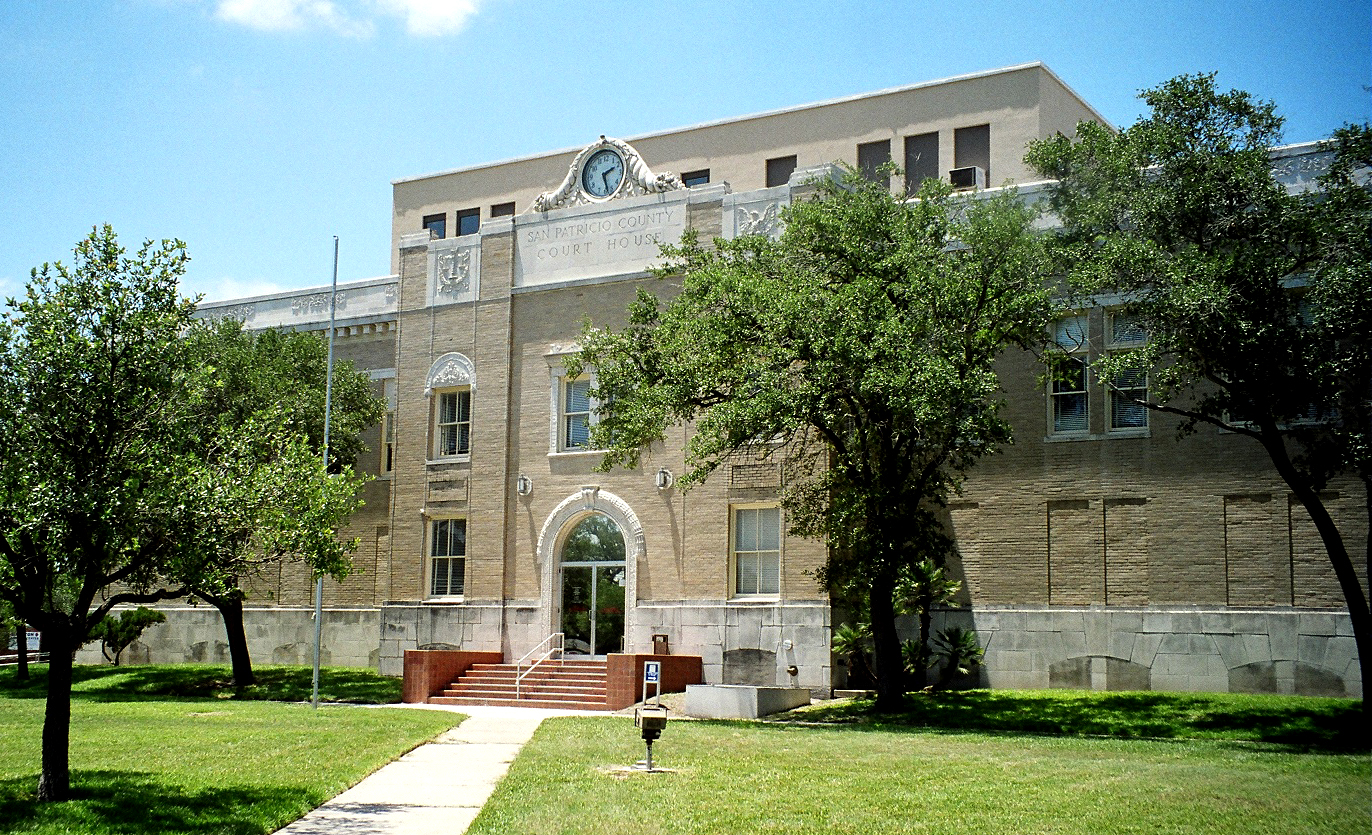
1927年に立てられたサンパトリシオ郡庁舎。これは庁舎として8つ目の建物である。

- Lakeshore Gardens-Hidden Acres
- Lakeside
- Mathis
- Morgan Farm Area
- Odem
- ポートランド
- Rancho Chico
- シントン
- St. Paul
- タフトサウスウエスト
- タフト
- トレードウィンドーズ